# Antonio Margarito
Antonio Margarito (Torrance, 18 marzo 1978) è un ex pugile messicano con cittadinanza statunitense.
Campione WBO, IBF e WBA dei pesi welter tra il 2002 e il 2008, si distingueva per il suo stile di combattimento molto aggressivo, che gli ha valso il soprannome di "Tornado di Tijuana", e il suo mento d'acciaio che gli ha fatto subire 2 sole sconfitte prima del limite.
Il suo nome è accostato ad uno scandalo emerso nel 2009 prima del suo incontro con Shane Mosley e riguardante l'illegalità dei suoi bendaggi, che contenevano una sostanza proibita simile al gesso. La controversia ha portato alla squalifica a vita dell'allenatore di Margarito, Javier Capetillo, a cui è stata attribuita la responsabilità dei fatti.

## Carriera
La sua carriera da dilettante fu alquanto breve, come confermato dal cartellino (18-3), a causa della necessità di passare al professionismo a soli 15 anni per motivi economici (per sua stessa ammissione: "HBO: Ring Life: Antonio Margarito").

### Controversie e Scandali
La sua reputazione è stata macchiata da un episodio avvenuto prima del match con Shane Mosley del 24 gennaio 2009, nel quale i suoi bendaggi sono stati dichiarati illegali in quanto contenenti calcio e zolfo, i quali, assieme all'ossigeno, formavano il "Gesso di Parigi (Plaster of Paris)".
A seguito di questo episodio la sua vittoria su Cotto del 26 luglio 2008 fu messa in discussione e i due procedettero a una rivincita il 3 dicembre 2011 che vide Cotto trionfare.

## Vita privata
Risiede a Tijuana, Messico, assieme alla moglie Michelle e al figlio.